# Assuania
Assuania is een vliegengeslacht uit de familie van de halmvliegen (Chloropidae).

## Soorten
- A. thalhammeri (Strobl, 1893)